# ДМСК снимање
ДМСК снимање је радионуклидно снимање које користећи димеркаптосукцинску киселину (ДМСК) служи за процену положаја, морфологије, структуре и функције бубрега. Овим снимањема ће се приказати  подручја бубрега са нормалном активношћу (код здравог бубрега или псеудотумора) или ће показати смањено узимање радионуклида ако у бубрегу постоји цистична или чврста бубрежна маса.

## Назив
ДМСК снимање је названо тако по димеркаптосукцинској киселини или скраћено ДМСК, за коју је везан изотоп, који се пре снимања убризгава у вену пацијента како би се апсорбовао у бубрезима.  

## Основне информације
ДМСА снимање је врста снимања уз употребу радионуклида (понекад назвивани радиоизотоп или изотоп)  хемикалија која емитује врсту радиоактивности која се зове гама зраци. 
Мала количина радионуклида се током ДМСА снимања уноси у тело, обично ињекцијом у вену. Радиоактивна хемикалија је често повезана са другом супстанцом. Ова супстанца преноси радиоактивну хемикалију у део тела који лекари желе да виде. Могуће је направити много различитих врста радионуклида, који имају тенденцију да се накупљају или концентришу у различитим органима или ткивима. Дакле, коришћени радионуклид зависи од тога који део тела треба да се снима. 
У овом случају се користи супстанца ДМСК јер се таложи у бубрезима. Ћелије које су најактивније у бубрезима ће преузети више ДМСК. Дакле, активни делови ткива бубрега ће емитовати више гама зрака него мање активни или неактивни делови. Гама зраци који су слични рендгенским зрацима детектују се помоћу уређаја који се зове гама камера. Гама зраци који се емитују из унутрашњости тела детектују гама камера, претварајући их се у електрични сигнал који шаљу у рачунар. Рачунар прави слику претварањем различитих интензитета емитоване радиоактивности у различите боје или нијансе сиве. На пример, области циљног органа или ткива које емитују много гама зрака могу бити приказане као црвене тачке („вруће тачке“) на слици на монитору рачунара. Области које емитују ниске нивое гама зрака могу бити приказане плавом бојом („хладне тачке“). Различите друге боје могу се користити за међунивое емитованих гама зрака.

## Индикације
Главне клиничке индикације за ДМСК снимање су:
- процену функције и локације бубрега, односно провера колико добро бубрези раде,
- процена да  ли је бубрег мали или одсутан  (ренална агенеза)
- приказ свих потенцијално ожиљних подручја у бубрезима, који можда не раде онако како би требало (посебно код пацијената који имају везикоуретерни рефлукс (ВУР))
- за приказ бубрежних каменова, уколико се сумња на калкулозу.
- визуелизацију ектопичних бубрега (који се понекад  не могу визуализовати ултрасонографијом абдомена због цревних гасова)
- процена окултног дуплекс система,
- карактеризација одређених бубрежних маса,
- процена системске хипертензије посебно код младих хипертоничара и у случајевима сумње на васкулитис

Понекад се ДМСК снимање користи као тест за дијагнозу акутног пијелонефритиса, при чему би требало имати у виду да осетљивост ДМСА снимања за акутни пијелонефритис може бити  46%. 

## Метода
Од пацијента се тражи да све време пре у току и након снимања одржава добру хидратацију пре и после убризгавања ињекције радиотрасера, тако што ће пити воду или интравенски уности течност (ако пацијент не може да пије воду из било ког разлога). Обично гладовање није потребно у сврху снимања и пацијенти могу да доручкују ујутру на дан снимања.
Пацијенту се прво интравенозно убризгава 2-5 мЦи технецијума (Tc99m-ДМСК).  Након 2-3 сата ради се статичка слика гама камером. Време снимања је приближно 5 до 10 минута у зависности од снимљених приказа. Обично су задњи и коси снимци неопходни за бољу интерпретацију резултата снимања.

## Компликације
Термин радиоактивност може звучати алармантно. Али, радиоактивне хемикалије које се користе у радионуклидним скенирањима сматрају се безбедним и брзо напуштају тело урином.
Доза јонизујућег зрачења коју тело прима је веома мала. У многим случајевима, ниво укљученог зрачења се не разликује много од серије од неколико нормалних рендгенских зрака. међутим:
- Као и код било које друге врсте зрачења (као што је рендген), постоји мали ризик да гама зраци могу утицати на нерођену бебу.  Снимање се обично не ради код трудница, осим ако је апсолутно неопходно и не може се одлагати до након трудноће.

- Ретко, неки испитаници могу испољити алергијску реакцију на убризгану хемикалију.

- Теоретски, могуће је да дође до предозирања хемикалије која се убризгава, али је то јако ретко.